# فرمانداری پرایتوری ایتالیا
فرمانداری پرایتوری ایتالیا (به لاتین: Praefectura Praetorio Italiae) یا ساده‌تر فرمانداری ایتالیا، یکی از چهار فرمانداری پرایتوری بزرگی بود که از زمان اصلاحات تترارشیِ امپراتور دیوکلتیانوس، امپراتوری روم بدان تقسیم شده بود. نام دیگر این فرمانداری، فرمانداری پرایتوری ایتالیا و آفریقا بود. پایتخت آن ابتدا میلان و سپس راونا بود و شهر رم هم در آن واقع بود.
این فرمانداری با مرگ تئودوسیوس کبیر در سال ۳۹۵ میلادی به امپراتوری روم غربی واگذار شد. پس از سقوط روم غربی در سال ۴۷۶، قانوناً به حساب امپراتور روم شرقی واگذار شد ولی عملاً در دستان پادشاه هرولیها یعنی اودوآکر و سپس در تصرف پادشاهی استروگوت‌ها (از ۴۹۳ تا ۵۵۳) واقع بود. در پایان جنگ گوت‌ها در سال ۵۵۳، این فرمانداری در نهایت در امپراتوری روم شرقی حل شد تا اینکه در سال ۵۸۴ نام آن به اکسارکاتوس راونا تغییر یافت.

## پس از سقوط امپراتوری روم غربی
با وجود سقوط امپراتوری روم غربی در ۴۷۶ میلادی به‌دست اودوآکر، در طول مدت پادشاهی او (۴۷۶ تا ۴۹۳) نظام اداری و تقسیمات کشوریِ شبه‌جزیره ایتالیا دست‌نخورده باقی‌ماند و همان سیستم «فرمانداری پرایتوری ایتالیا» به قوت خود باقی‌بود. اودوآکر پس از به‌زیر کشاندن آخرین امپراتور روم غربی، رومولوس آگوستولوس، (که از سوی امپراتوری روم شرقی یک غاصب به‌حساب می‌آمد) علائم و نشان‌های سلطنتی را برای امپراتور بیزانس، زنون، فرستاد و او نیز در عوض آن اودوآکر را به لقب پاتریکیوس مفتخر ساخته و حکومت آن بربر ژرمن و غیررومی را بر ایتالیا (البته تحت نظارت اسمی امپراتور مخلوع روم غربی یعنی ژولیوس نپوس که هنوز در ایلیریکوم بسر می‌برد) به‌رسمیت شناخت. در ۴۸۰ میلادی با مرگ نپوس که آخرین مدعی اسمی تاج و تخت روم غربی بود، اودوآکر حوزه اقتدار خویش را تا آخرین سرحدات فرمانداری پرایتوری ایتالیا نیز گستراند. این حاکم ژرمن‌تبار به نشانهٔ اینکه او ادامه دهندهٔ راه امپراتوران روم غربی است فردی بنام فلاویوس چِچینا باسیلیوس ماکسیموس را که فرزند فلاویوس باسیلیوس (فرماندار پرایتوری ایتالیا در زمان امپراتور ماژوریان و لیبیوس سوروس) به فرماندار پرایتوری ایتالیا گمارد. در ۴۸۳ باسیلیوس ماکسیموس به عنوان حاکم پرایتوری ایتالیا و فرستادهٔ سلطنتی اودوآکر در مراسم تحلیف پاپ فلیکس سوم شرکت جست.
قدرت رو به تزایدِ اودوآکر در سال ۴۸۹ امپراتور زنون را واداشت سلطان اوستروگوت‌ها به نام تئودوریک بزرگ را به جان او بیندازد، او هم اودوآکر را ابتدا در ورونا بعد در راونا (پایتخت امپراتوری روم غربی سابق) در ۴۹۳ مقهور خود ساخته، پادشاه جدید ایتالیا شده، سلسله‌ای را پی ریخت که به پادشاهی استروگوت‌ها (۵۵۳–۴۹۳) اشتهار یافت. حکومت جدید نیز همان اَشکال و تقسیمات اداری پیشین در فرمانداری پرایتوری ایتالیا را حفظ کرد.

## انضمام به امپراتوری روم شرقی
در ۵۳۵ میلادی، امپراتور بیزانس ژوستینین یکم (۵۶۵–۵۲۷) به کمک سرداران خود بلیساریوس و نارسس یک مجموعه عملیات‌های نظامی طولانی با هدف تصرف مناطقی که سابقاً تعلق به امپراتوری روم غربی داشتند، و بالاخص ایتالیا، را آغازید. او پس از آنکه وندال‌ها را در شمال آفریقا، ساردینیا و جزیره کرس منکوب نمود و سیسیل را بازپس گرفت یک رشته نبردهای دامنه‌دار و خونینی را آغازید که به جنگ گوت‌ها (۵۳۵-۵۵۴) اشتهار یافت و غرض از آن بازپس‌گیری شبه‌جزیره ایتالیا از چنگ بربرهای ژرمن بود. این نبردها با بهره‌مندی بیزانس همراه بودند: در ۵۴۰ راونا را که پایتخت گوت‌ها و مرکز فرمانداری پرایتوری ایتالیا بود مسخر ساخت، و بالحاصل بیزانسی‌ها خودشان فرماندارانی برای آن تعیین کردند. این جنگ‌ها با قشون‌کشی نهایی نارسس در ۵۵۳–۵۵۲ پایان یافتند.
در ۱۳ اوت ۵۵۴ یوستینیَن در قسطنطنیه یک فرمان اجرایی موسوم به «پیرو درخواست پاپ ویژیلیوس» صادر کرد که رسماً مقرر می‌داشت خاک ایتالیا ـ هر چند هنوز کاملاً مطیع و آرام‌سازی نشده‌بود ـ به حوزه نفوذ رومیان (البته اینبار رومیان شرقی) بازگشته‌است. یوستینیَن با این فرمان حوزه قضایی بیزانس را تا ایتالیا گسترانده به مردم آنجا وعده داد زمینه‌ها و زیرساخت‌های لازم را جهت بازسازی ابنیه عمومی مخروب یا مصدوم بر اثر جنگ فراهم نماید، ضمانت نمود سوءاستفاده‌هایی که در مالیات‌ستانی حادث شده‌بودند جبران شده، نیز ساختارهای لازم برای تعلیم و تعلم مهیا شوند.